# 2009
2009 (MMIX) var ett normalår som började en torsdag i den gregorianska kalendern. Det var det sista året på decenniet 2000-talet. Året har utsetts till det Internationella astronomiåret, Internationella naturfiberåret och Naturens år.

## Händelser

### Januari
- 1 januari
  - Tjeckien blir Europeiska unionens ordförandeland efter Frankrike.
  - Slovakien inför euro som valuta och blir därmed en del av euroområdet.[4]
  - Den nya svenska FRA-lagen börjar gälla.
  - Höganäs kommun inför, som andra kommun i Sverige, euron som parallellvaluta.[5]
  - Norge tillåter samkönat äktenskap.
  - Nya myndigheter i Sverige blir Diskrimineringsombudsmannen och Transportstyrelsen.

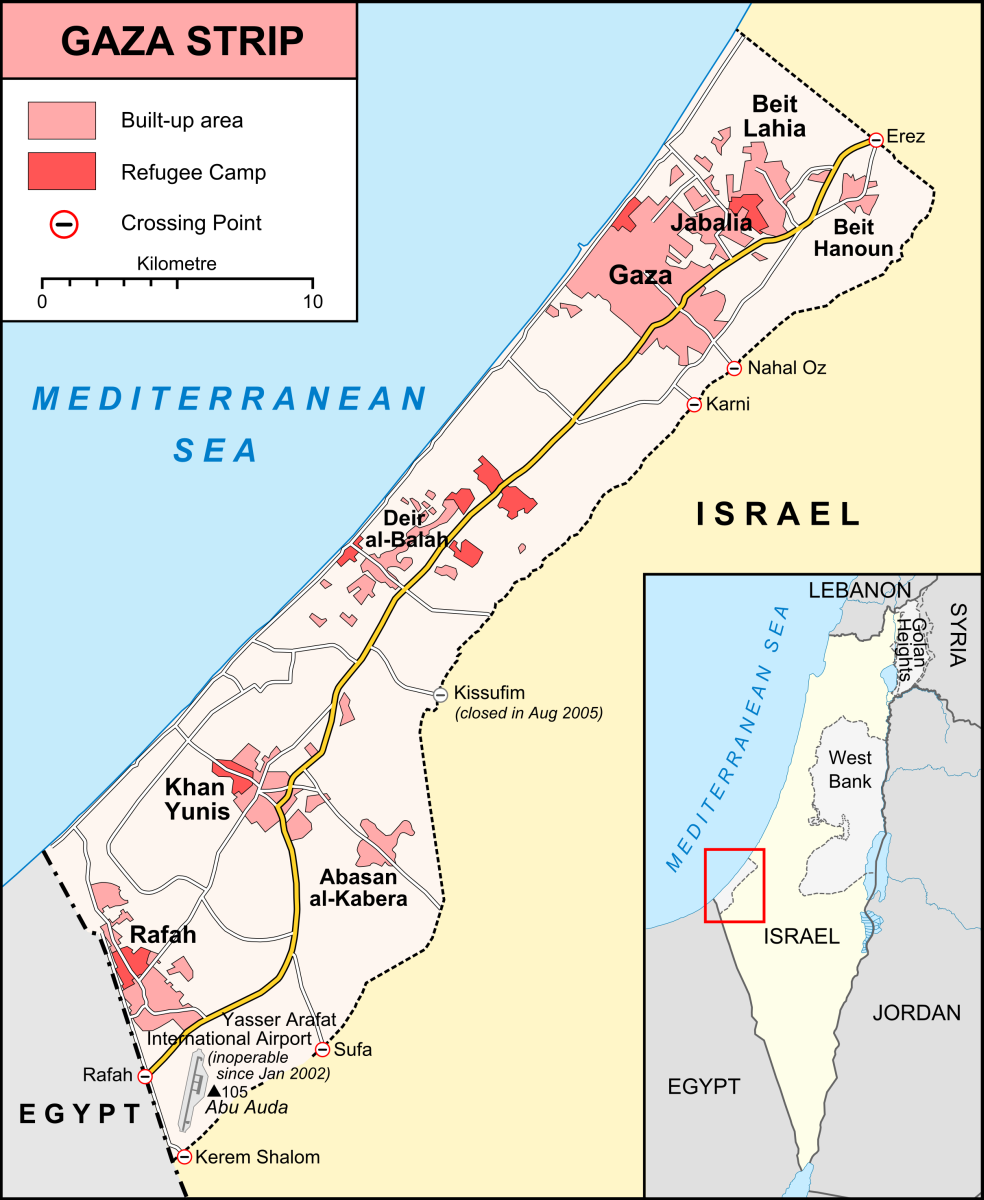
Gazakriget

- 3 januari – Israel går in med marktrupper på Gazaremsan.

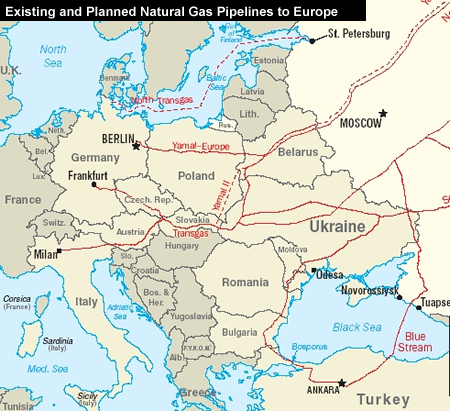
Rysk-ukrainska gaskonflikten

- 7 januari – Ukraina betalar inte för leveranser av gas. Ryssland stoppar alla gasleveranser till Ukraina, vilket även påverkar stora delar av Europa.
- 15 januari
  - Ett amerikanskt inrikesflygplan, US Airways Flight 1549, nödlandar i Hudsonfloden vid Manhattan och samtliga 155 ombord överlever.
  - NASA presenterar ett fynd av tre stora metangasmoln på planeten Mars som kan vara tecken på biologiskt liv där.
- 18 januari – Israel inleder ett ensidigt eldupphör i Gazaremsan, Hamas går sedan med på en vapenvila.
- 19 januari – Ukraina betalar  för leveranser av gas. Ryssland börjar återigen leverera gas till Ukraina.

- 20 januari

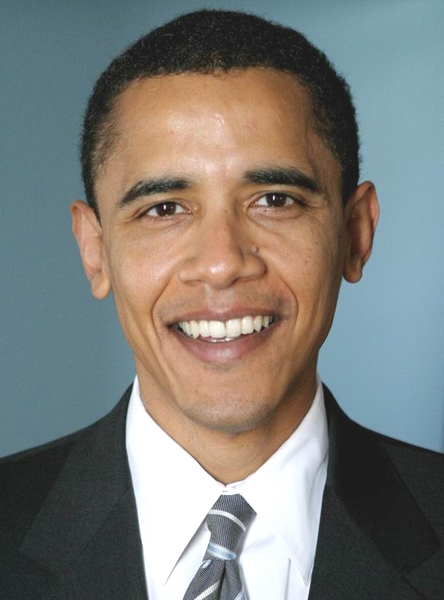
Barack Obama tillträder som USA:s president

  - George W. Bush avslutar sin åttaåriga ämbetstid som USA:s president och efterträds av Barack Obama.[6]
  - Dick Cheney avslutar sin åttaåriga ämbetstid som USA:s vicepresident och efterträds av Joe Biden.
- 26 januari – Islands statsminister Geir H. Haarde meddelar att hans regering avgår till följd av finanskrisen som hårt drabbat Island.[7][8]
- 27 januari – Sjömanskyrkan i Helsingfors invigs.[9]

### Februari
- 1 februari

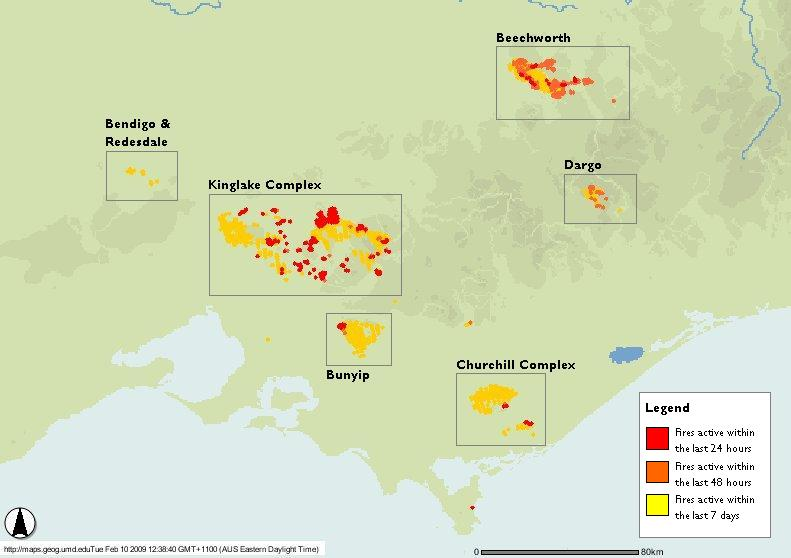
Allvarliga skogsbränder i Australien.

  - Jóhanna Sigurðardóttir tillträder som Islands statsminister.
  - Kirill av Moskva tillträder som patriark av Rysk-ortodoxa kyrkan.
- 2 februari – Det värsta snöovädret på över 19 år, drabbar London med omnejd.
- 5 februari – I Sverige enas den borgerliga alliansens fyra partiledare om den svenska energipolitiken, vilket innebär att förbudet mot nybyggnad av kärnkraft upphävs.
- 7 februari – Allvarliga bränder i Victoria, Australien utbryter efter torka och värmebölja.
- 10 februari – Israel går till parlamentsval där regeringspartiet Kadima vinner med ett mandat över oppositionspartiet Likud. Dock får Likud uppdraget att bilda regering.
- 11 februari – Morgan Tsvangirai tillträder som Zimbabwes premiärminister efter nästan ett års förhandlingar.
- 12 februari – Satelliterna Iridium 33 och Kosmos 2251 kolliderar. Det är den första gången två satelliter krockar med varandra.
- 17 februari – 368 TV-stationer i USA stänger ner sina analoga sändare, och övergår därmed till att enbart sända digitalt.
- 24 februari – I Sverige offentliggör kronprinsessan Victoria och Daniel Westling att de förlovat sig och att bröllop ska äga rum den 19 juni 2010.

### Mars

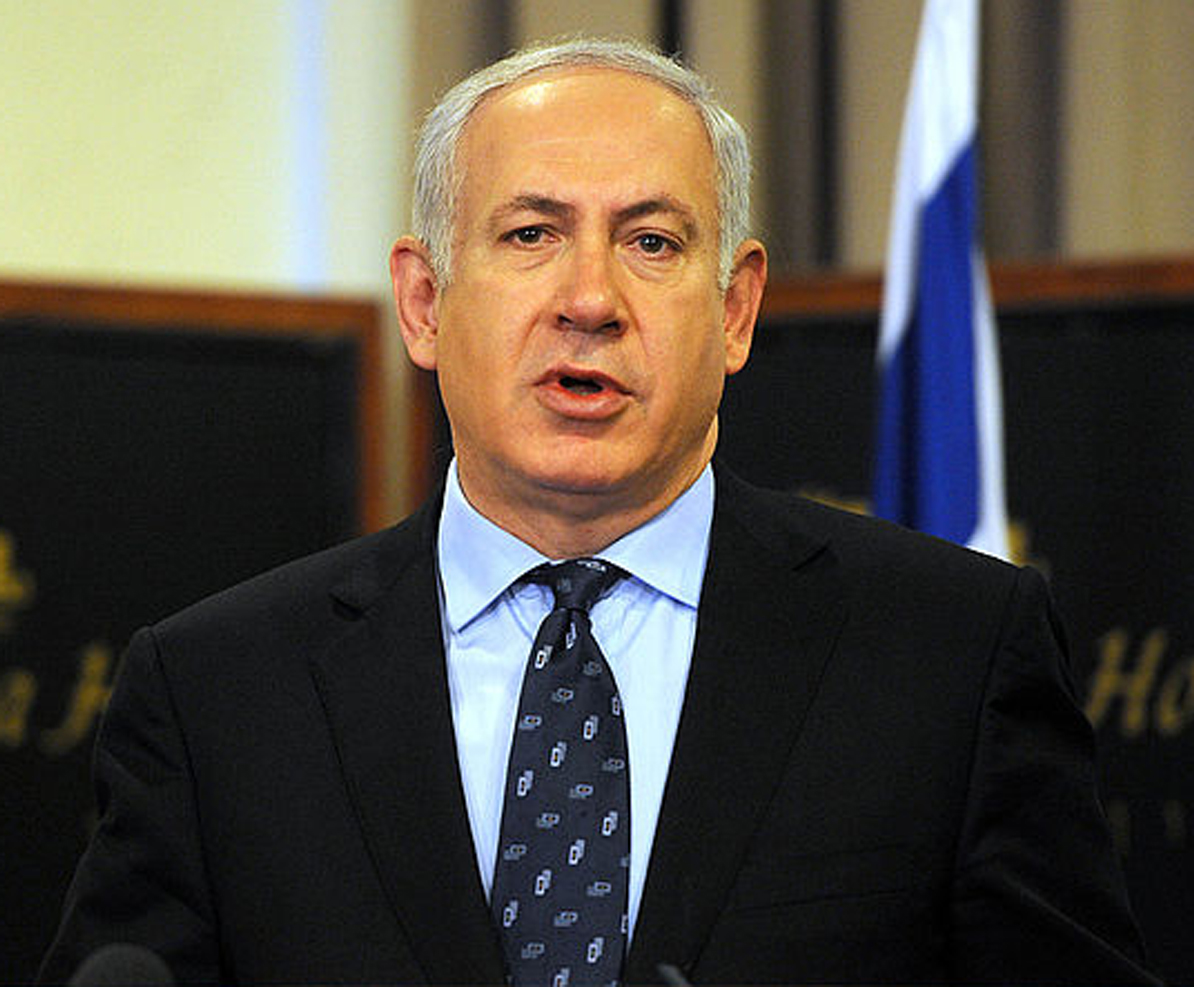
Benjamin Netanyahu tillträder som Israels premiärminister.

- 2 mars – Guinea-Bissaus president João Bernardo Vieira dödas i ett attentat.
- 4 mars – Internationella brottmålsdomstolen begär häktning av Sudans president Omar al-Bashir, för krigsförbrytelser och brott mot mänskligheten i samband med Darfurkonflikten.
- 6 mars – Zimbabwes nytillträdda premiärminister Morgan Tsvangirai och hans fru är med om en bilolycka. Tsvangirais fru omkommer och han själv skadas lindrigt.
- 7 mars – USA skjuter ut Keplerteleskopet i rymden för att söka efter planeter som liknar jorden.
- 19 mars – Josef Fritzl döms till livstids fängelse i det så kallade Fritzlfallet i Österrike.
- 20 mars – Det första fyndet av glas i kyckling kommer fram i Sverige. Under de närmsta veckorna upptäcks ett tiotal fall av glasbitar i kyckling.
- 25 mars – Sverker Göranson tillträder som ny Överbefälhavare.
- 30 mars – Peru inför en lag som förklarar att den arbetsgivare som kräver att deras husligt anställda går iklädda särskiljande arbetskläder på allmänna platser kan åtalas för diskriminering. Dock förklaras inte vilken påföljd det kan leda till [10].
- 31 mars – Benjamin Netanyahu tillträder som Israels premiärminister.

### April
- 1 april

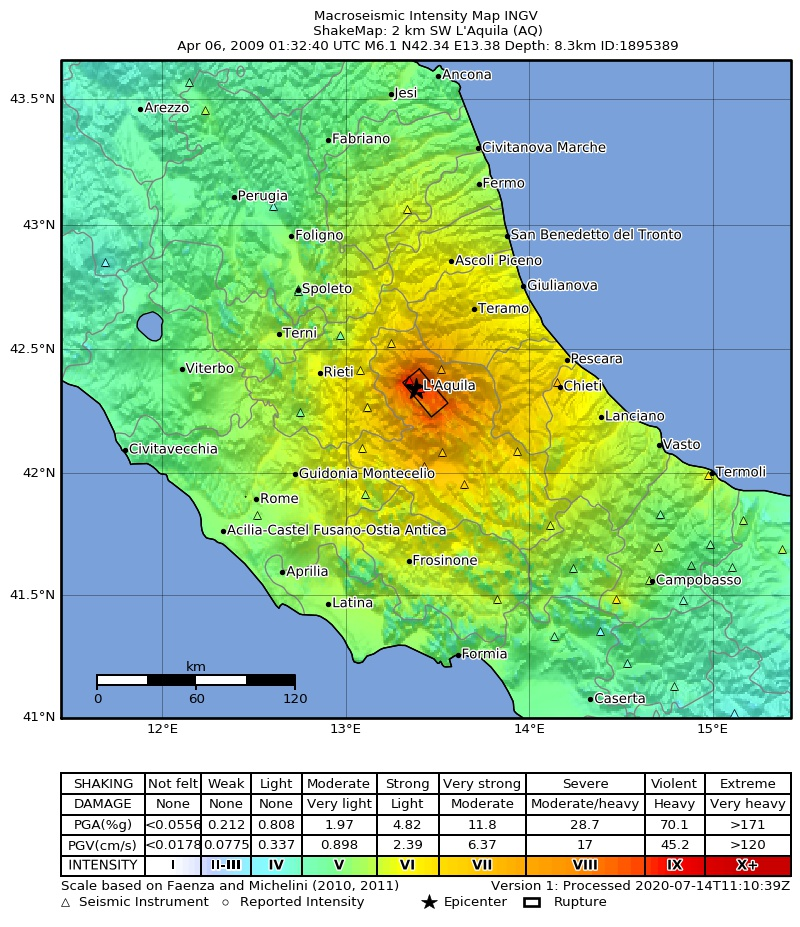
Jordbävning i Italien

  - Ipred-lagen träder i kraft i Sverige.
  - Albanien och Kroatien blir medlemmar i militäralliansen Nato.
  - I Sverige går Nutek i graven och ersätts av Tillväxtverket.
- 5 april – I Danmark avgår statsminister Anders Fogh Rasmussen efter att ha utses till Natos nye generalsekreterare. Lars Løkke Rasmussen tillträder som ny dansk statsminister.
- 6 april – En jordbävning med magnituden 6,3 på richterskalan drabbar den italienska staden L'Aquila.[11]
- 17 april – I Sverige faller Stockholms tingsrätts dom mot de fyra åtalade i Pirate Bayrättegången.
- 24 april – Flera dödsfall av svininfluensa uppdagas i Mexiko och USA, (se H1N1-pandemin 2009).
- 25 april – Island går till alltingsval, där koalitionsregeringen bestående av socialdemokraterna och Vänsterpartiet – de gröna sitter kvar.

Attentatet i Apeldoorn

- 30 april – Sju personer omkommer och tio skadas när ett attentat utförs i den holländska staden Apeldoorn under det årliga firandet av Drottningens dag.

### Maj
- 9 maj – Jacob Zuma tillträder som Sydafrikas president,
- 11 maj – Rymdfärjan Atlantis lyfter från Kennedys rymdcenter för att reparera rymdteleskopet Hubble.
- 16 maj – Alexander Rybak vinner Eurovision Song Contest 2009 med 387 poäng, vilket är poängrekord i Eurovision Song Contest
- 19 maj – Gerillan Tamilska tigrarna på Sri Lanka besegras efter ett 26 år långt inbördeskrig.
- 26 maj – Eritreas president Isaias Afewerki deklarerar att man inte har för avsikt att frige den eritreansk-svenska journalisten Dawit Isaak som suttit fängslad i landet utan rättegång sedan 2001.

### Juni

Ett Air France-flygplan av typen Airbus A330-200, med beteckningen AF 447, havererar över Atlanten fyra timmar efter start under en flygning mellan Rio de Janeiro i Brasilien och Paris i Frankrike.

- Juni – Fotbollsklubben Real Madrid köper spelaren Cristiano Ronaldo från Manchester United för 90 000 000 pund, vilket blir det näst dyraste klubbytet för en fotbollsspelare.
- 1 juni – Ett Air France-flygplan av typen Airbus A330-200, med beteckningen AF 447, havererar över Atlanten fyra timmar efter start under en flygning mellan Rio de Janeiro i Brasilien och Paris i Frankrike.

Europaparlamentsvalet 2009

- 4–7 juni – Val till Europaparlamentet hålls inom hela Europeiska unionen.
- 13 juni – Presidentval hålls i Iran där Mahmoud Ahmadinejad blir omvald, men anklagas för valfusk vilket leder till omfattande demonstrationer i landet.
- 16 juni – Sveriges riksdag beslutar med röstsiffrorna 153-150 att Sverige ska avskaffa den allmänna värnplikten,[12] som har funnits sedan 1901, i fredstid och från den 1 juli 2010 ersätta den med en frivillig grundläggande soldatutbildning.[13]
- 17 juni – Riksdagsledamoten Tobias Krantz utses till ny svensk högskole- och forskningsminister efter den avgångne Lars Leijonborg.
- 21 juni – Danmark ger Grönland utökat självstyre [14].
- 28 juni – Honduras president Manuel Zelaya störtas i en militärkupp.

### Juli
- 1 juli

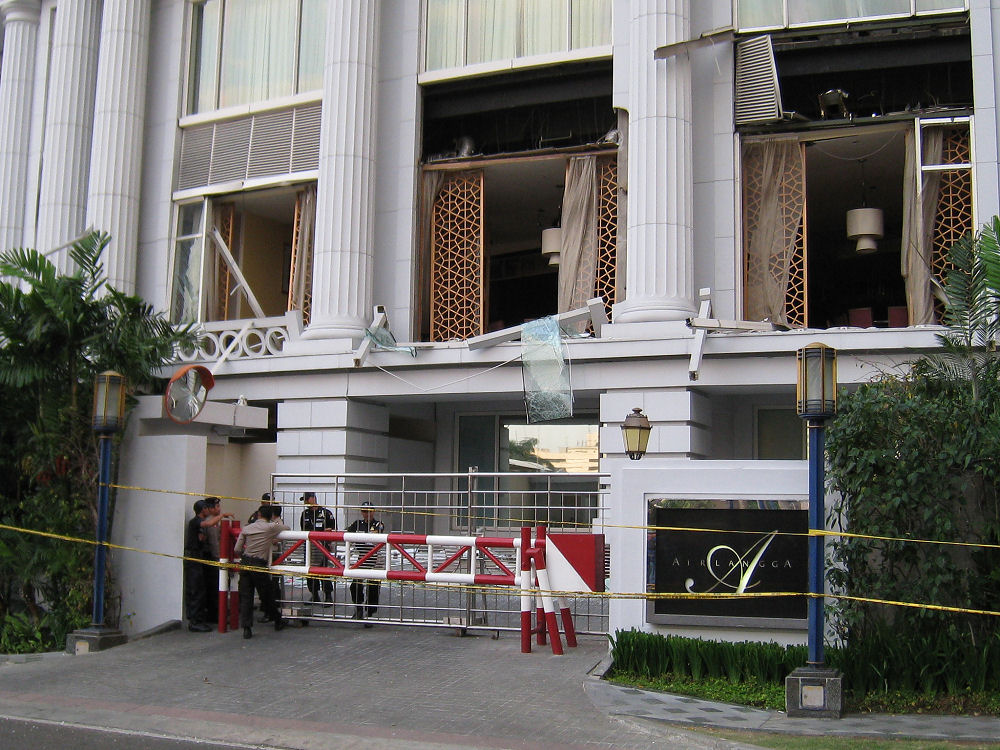
Bombdåd i Jakarta.

  - Sverige blir Europeiska unionens ordförandeland för den kommande halvårsperioden, efter Tjeckien.
  - Apoteksmonopolet i Sverige avskaffas efter att ha införts 1970.
- 8 juli – G8-möte hålls i L'Aquila i Italien.
- 15 juli – Flygplanet Caspian Airlines Flight 7908 störtar nära Qazvin, Iran och samtliga de 168 passagerarna omkommer.
- 17 juli – Island ansöker om medlemskap i EU.
  - Nio personer omkommer i bombdåd i Jakarta
- 22 juli – Total solförmörkelse inträffar i Asien och Stilla havet.
- 23 juli – De två gotlandsfärjorna M/S Gotland och HSC Gotlandia II kolliderar strax utanför Nynäshamn, Sverige. 15 passagerare skadas lindrigt.
- 24 juli – En svår tågolycka inträffar utanför turistorten Split i Kroatien. Sex människor omkommer och ett femtiotal skadas.
- 31 juli
  - De sista brittiska soldaterna lämnar Irak.
  - Sex besättningsmän omkommer då lastfartyget Langeland förliser i Kosterfjorden, Sverige.

### Augusti
- 1 augusti – Två personer omkommer när en maskerad man öppnar eld mot en grupp ungdomar vid ett center för homosexuella i Tel Aviv, Israel.[15]
- 11 augusti – Hovet offentliggör att den svenska prinsessan Madeleine och Jonas Bergström har förlovat sig och att deras bröllop ska äga rum någon gång under 2010.
- 19 augusti – Första National Domestic Workers Day i Uruguay firas.[16].
- 30 augusti – I parlamentsvalet i Japan förlorar Liberaldemokratiska partiet regeringsmakten efter mer än 50 års styre. Demokratiska partiet blir största parti.

### September

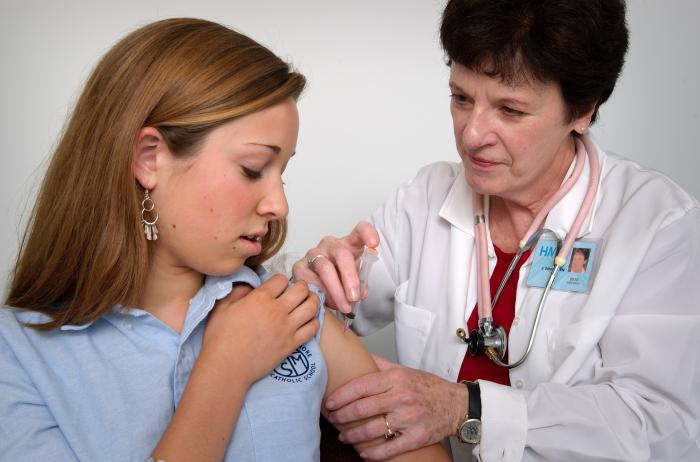
H1N1-utbrottet

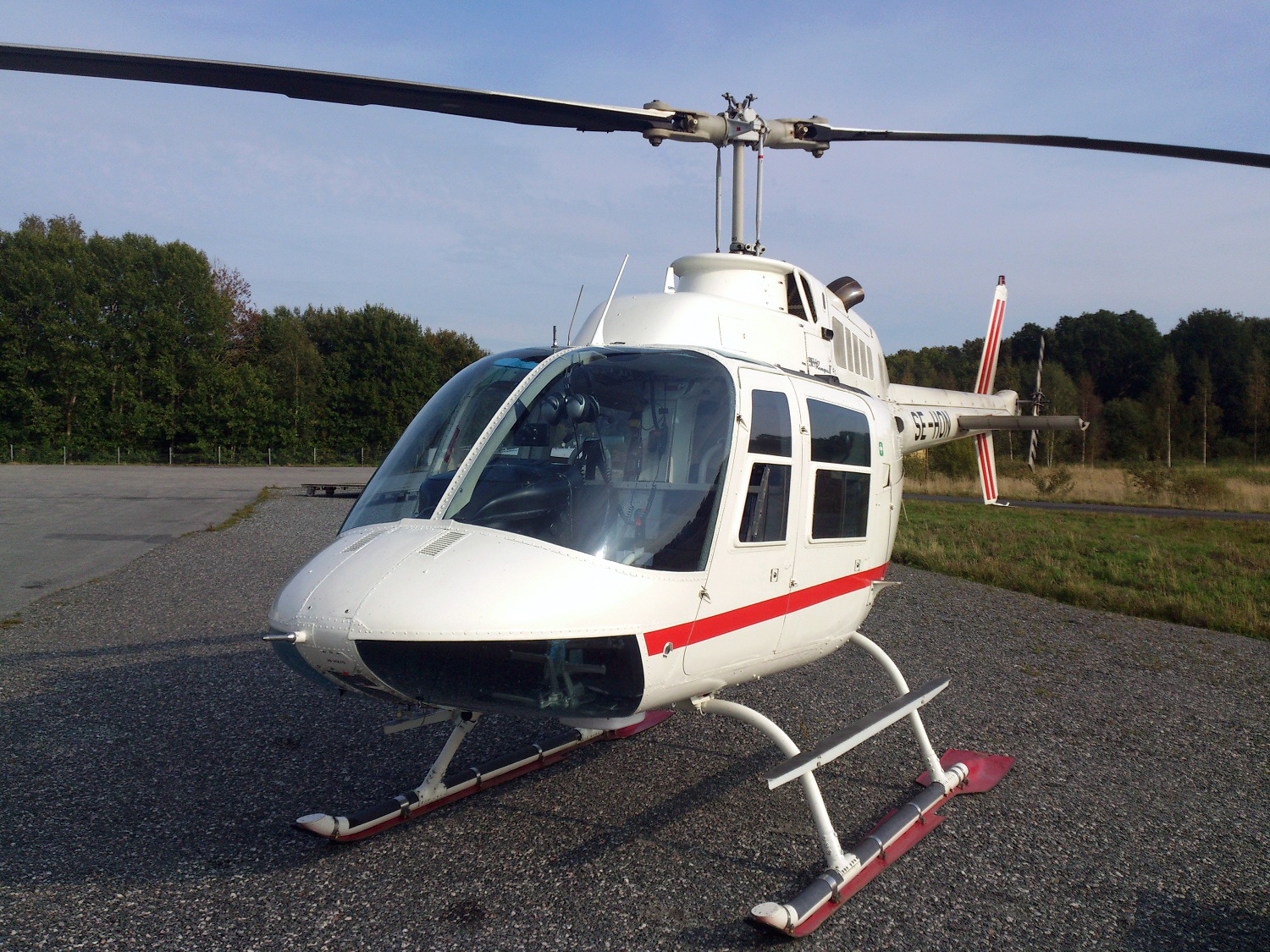
Helikopterrånet i Västberga

- 7 september – Samoa övergår till vänstertrafik.
- 8 september – Minst 31 människor omkommer av översvämningar i Turkiet.[17]
- 11 september – Rymdfärjan Discovery med bland annat den svenske astronauten Christer Fuglesang ombord, landar åter på Jorden.
- 12 september – Den första vaccineringen mot Den nya influensan i Sverige, genomförs på en testgrupp i Eskilstuna.
- 14 september – Val till Stortinget hålls i Norge där Jens Stoltenbergs koalitionsregering sitter kvar efter en knapp seger.
- 15 september – José Manuel Barroso omväljs som ordförande för EU-kommissionen i ytterligare fem år.
- 20 september – Kyrkovalet 2009 hålls runt om i Sverige. Valdeltagandet blir relativt lågt, drygt 12 procent av de 5,7 miljoner röstberättigade i befolkningen deltar i valet.
- 23 september
  - Ett mycket spektakulärt rån mot en värdedepå i Västberga ägd av säkerhetsföretaget G4S, genomförs med bland annat en stulen helikopter. Se vidare på Helikopterrånet.
  - Drygt 100 människor omkommer och ett 50-tal stängs inne när bygget av en 275 meter hög skorsten, rasar samman i den indiska staden Korba.
- 26 september – Omkring 240 människor omkommer då en tyfon drar in över Filippinerna, vilket bland annat skapar extrema vattenflöden i huvudstaden Manila.
- 27 september – Parlamentsval hålls i Tyskland där Angela Merkel och hennes parti CDU sitter kvar vid makten i ytterligare fyra år. Det liberala partiet FDP gör sitt bästa val någonsin, medan socialdemokratiska SPD gör sitt sämsta val på 60 år.
- 29 september – Ett kraftigt jordskalv med magnituden 8,0 på richterskalan inträffar i Stilla havet med epicentrum strax utanför Samoaöarna. Omkring 120 personer omkommer när en efterföljande tsunami slår in över stränderna på omkringliggande öar, däribland Samoa och Amerikanska Samoa. Tsunamivarningar utfärdades också bland annat för Fiji, Cooköarna, Franska Polynesien och Nya Zeeland, som dock senare avblåstes.
- 30 september – En jordbävning magnituden 6,8 drabbar den indonesiska ön Sumatra. I bland annat provinshuvudstaden Padang på västra Sumatra får skalvet flera byggnader att rasa samman, varvid cirka 1200 personer omkommer och flera tusen skadas. En del tsunamivarningar gick också ut för vissa länder runt Bengaliska viken och Indiska oceanen, men dessa avblåstes strax efter att de hade utfärdats.

### Oktober
- 1 oktober – Thorbjørn Jagland tillträder som generalsekreterare i Europarådet
- 2 oktober
  - Internationella olympiska kommittén väljer Rio de Janeiro i Brasilien som värdstad för de olympiska sommarspelen 2016 under en ceremoni i Köpenhamn.
  - Irland folkomröstar för andra gången om Lissabonfördraget. 67,1 % röstar ja och 32,9 % emot med ett rekordhögt valdeltagande på 59 %.
- 3 oktober – Omkring 50 personer omkommer när en våldsam storm drar in över den italienska ön Sicilien.
- 4 oktober
  - Parlamentsval hålls i Grekland där regeringspartiet Ny demokrati förlorar makten och socialdemokratiska PASOK blir största parti.
  - Danmarks försvarschef Tim Sloth Jørgensen avgår som en följd av turerna kring boken Jæger – i krig med eliten.
- 5 oktober – FN utser Norge till det bästa landet i världen att leva och bo i. Sverige hamnar sjua på listan, vilket innebär en sänkning från 2008.
- 6 oktober – Tre personer dödas och minst 24 skadas när muslimska rebeller attackerar två restauranger och ett hotell i staden Su-ngai Kolok i södra Thailand.
- 9 oktober – Omkring 90 människor omkommer i en serie jordskred som drabbar de norra delarna Filippinerna, i sviterna av en tyfon som tidigare drabbat landet.
- 13 oktober -Första utdelning Birgit Nilsson-priset, Kungliga operan i Stockholm, till Plácido Domingo.
- 18 oktober – Tolv personer dödas och ett hundratal skadas när våldsamma kravaller äger rum i delar av slumområdena i Rio de Janeiro.
- 19 oktober – Kvällstidningen Aftonbladet anmäls ett antal gånger till Justitiekanslern för hets mot folkgrupp, efter en publicering av en kontroversiell debattartikel författad av Sverigedemokraternas partiledare Jimmie Åkesson. Artikeln leder senare även till att två framstående medlemmar lämnar partiet i protest.
- 20 oktober – I Norge ombildar Jens Stoltenberg sin regering.
- 21 oktober – Omkring 25 människor omkommer när ett expresståg kolliderar med ett annat stillastående tåg vid stationen i staden Muthara i norra Indien.
- 25 oktober – Sju personer omkommer när ett trevåningshus rasar samman i Mallorcas huvudstad Palma.

### November
- 1 november

Lissabonfördraget.

  - AIK vinner allsvenskan för herrar och blir därmed svenska mästare i fotboll för första gången på elva år.
  - Vissa receptfria läkemedel får börja säljas i vanliga butiker i Sverige.
- 2 november – MTR Corporation tar över driften av Stockholms tunnelbana från Veolia Transport.
- 3 november – Tjeckien godkänner som sista land i Europeiska unionen Lissabonfördraget.
- 5 november
  - Den svenska regeringen godkänner att Nord Streams gasledning i Östersjön får gå genom svenskt farvatten.
  - 13 personer skjuts ihjäl och 31 skadas i ett skottdrama på militärbasen Fort Hood utanför staden Killeen i Texas.
- 7 november – USA:s representanthus röstar, med siffrorna 220 mot 215, ja till president Barack Obamas omtalade sjukvårdsreform. Reformen är den största i landet sedan 1969.
- 9 november – I Berlin uppmärksammas 20-årsdagen av Berlinmurens fall.
- 10 november – Nord- och sydkoreanska fartyg drabbar samman i en kort eldstrid vid den norra gränslinjen mellan länderna i Gula havet.
- 11 november – När datorspelet Call of Duty: Modern Warfare 2 släpps säljs 4,7 miljoner exemplar av det på 24 timmar under premiärdagen.
- 13 november
  - Den amerikanska rymdstyrelsen NASA bekräftar att man hittat vatten på månen.
  - Våldsamma skyfall drabbar Argentinas huvudstad Buenos Aires, där omkring 60 millimeter regn faller över staden inom loppet av en timma.
  - Tjeckien deponerar som sista land sina ratifikationsinstrument för Lissabonfördraget, vilket gör det möjligt för fördraget att träda i kraft den 1 december 2009.
- 17 november – Den svenska regeringen nominerar statsrådet Cecilia Malmström (FP) till ny EU-kommissionär efter avgående Margot Wallström (S).
- 19 november – Europeiska rådet utser Belgiens premiärminister Herman Van Rompuy och Storbritanniens EU-kommissionär Catherine Ashton till Europeiska rådets ordförande respektive hög representant för utrikes frågor och säkerhetspolitik.
- 21 november – 104 gruvarbetare omkommer i en explosion i kolgruva utanför den kinesiska staden Hegang.
- 22 november – En passagerarfärja med 242 personer ombord sjunker utanför den indonesiska ön Sumatra. 21 personer omkommer, men de flesta passagerare kan räddas tack vare en snabb räddningsauktion.
- 23 november – 32 journalister massakreras av Maguindanaos guvernörs privata milis.[18]
- 27 november – 40 människor dödas och närmare 100 skadas när en sprängladdning exploderar ombord på ett expresståg på väg från Moskva till S:t Petersburg i Ryssland.
- 28 november
  - Schweiz håller en folkomröstning om förbud mot byggande av fler minareter, efter att Schweiziska folkpartiet har samlat in det antal underskrifter som krävs för ett folkinitiativ. Resultatet blir att 57,5 procent röstar ja till det kontroversiella förbudet.
  - Över 60 människor omkommer när en överlastad passagerarfärja kantrar i södra Bangladesh.
- 29 november – Fyra tjänstgörande poliser skjuts ihjäl i ett planlagt bakhåll på ett kafé strax utanför Seattle.

### December
- 1 december

James Camerons film Avatar, som snart blir den mest inkomstbringande filmen någonsin, har världspremiär.

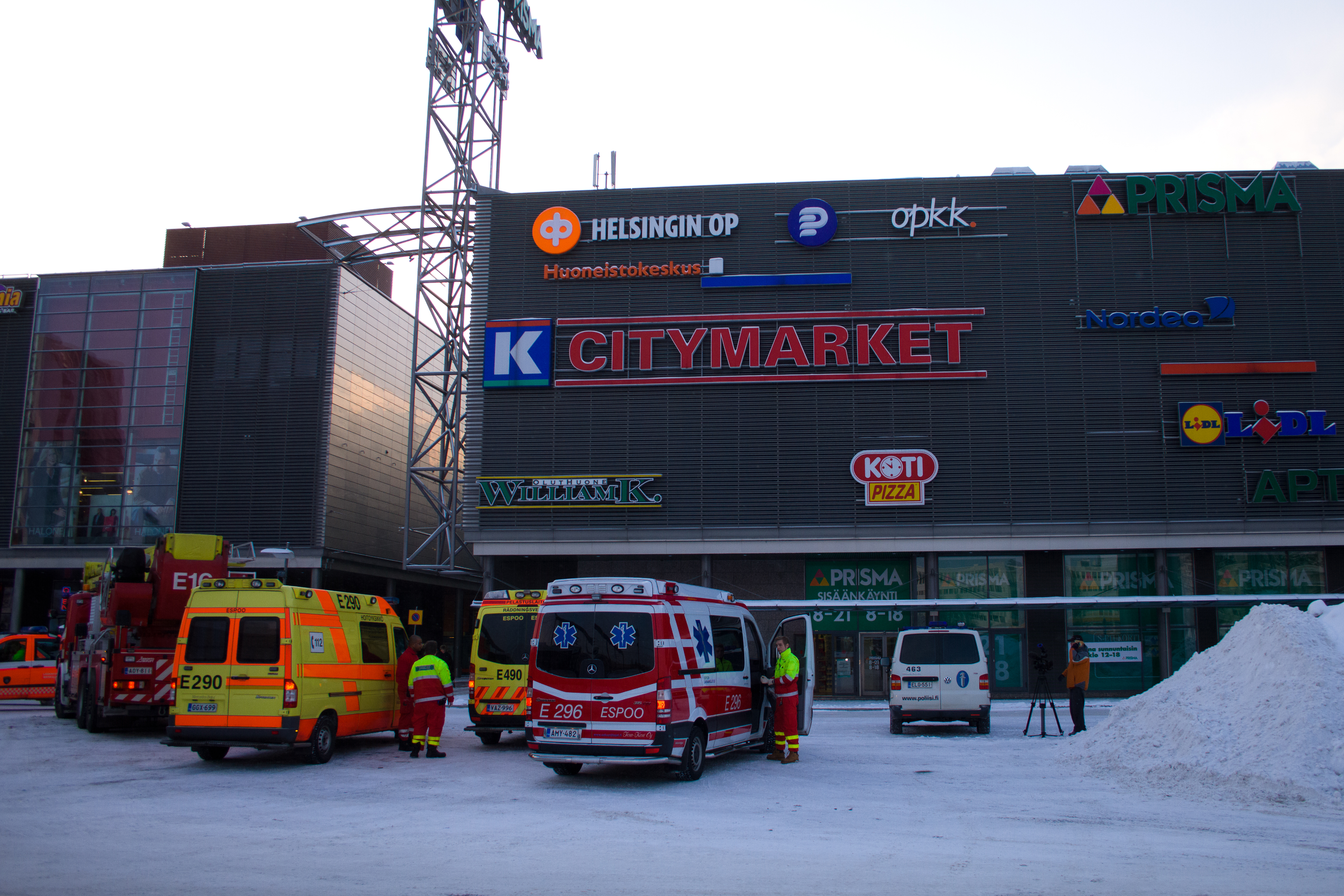
Skottdramat i Esbo.

  - Ett sammanträde mellan ledningarna för General Motors och Saab Automobile hålls i Detroit för att besluta om bilmärkets ovissa framtid. Resultatet blir att General Motors ger Saab en månad på sig att hitta en lämplig köpare.
  - Ett oväder i kombination med tidvatten, leder till att stora delar av den italienska staden Venedig översvämmas av vattenmassor.
- 4 december – 112 personer omkommer i en våldsam brand på en nattklubb i den ryska staden Perm.
- 7 december – FN:s klimatkonferens i Köpenhamn inleds.
- 9 december – Den huvudmisstänkta i den så kallade Trustorhärvan, Joachim Posener, frikänns från alla åtalspunkter.
- 14 december – Världens första LTE/4G-mobilnät går live i Stockholm och Oslo. Telia äger nätet och i Stockholm levereras det av Ericsson samt i Oslo av Huawei.
- 17 december – Den påstådda seriemördaren Thomas Quick beviljas resning efter ett beslut från Svea hovrätt.
- 18 december
  - General Motors beslutar att lägga ned den svenska biltillverkaren Saab.
  - Klimatkonferensen i Köpenhamn avslutas, men man har inte nått de resultat man har hoppats på.
  - James Camerons film Avatar, som snart blir den mest inkomstbringande filmen någonsin, har världspremiär.
- 19 december – FC Barcelona från Spanien vinner sitt första världsmästerskap i fotboll för klubblag och blir därmed det första laget att vinna sex titlar under ett år.
- 24 december – USA:s senat röstar ja till Barack Obamas omfattande sjukvårdsreform som tidigare under året även godkänts av representanthuset.
- 25 december – En person som påstår sig tillhöra al-Qaida försöker med hjälp av en hemmagjord bomb spränga ett flygplan från Northwest Airlines medan det landar i den amerikanska staden Detroit. Inga av de övriga passagerarna skadas, tack vare ett ingripande från en nederländsk passagerare.
- 31 december
  - Litauen stänger kärnkraftverket i Ignalina vilket är ett krav för landets EU-medlemskap.
  - Fem personer dödas och flera skadas när en 43-årig man öppnar eld på ett köpcenter i Esbo, Finland. Gärningsmannen hittas senare död i sitt hem efter att ha tagit sitt eget liv.

## Födda
- 7 mars – Umberto av Savojen, italiensk prins.
- 4 maj – Henrik, dansk prins (sedan 2023 greve)

## Avlidna

### Januari
- 1 januari

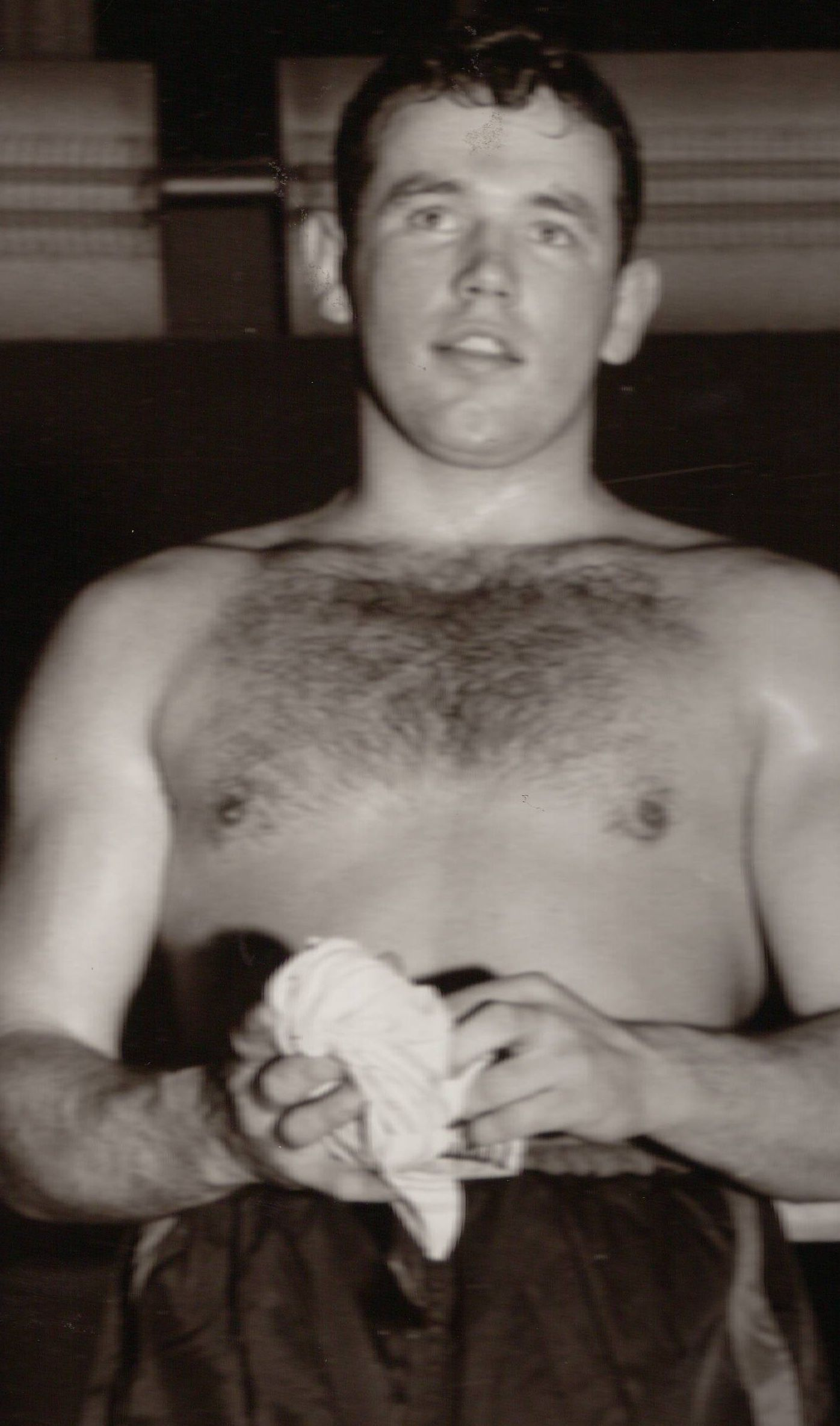
Ingemar Johansson

  - Aarne Arvonen, 111, Finlands äldsta person.
  - Claiborne Pell, 90, amerikansk demokratisk politiker, senator 1961–1997.
  - Johannes Mario Simmel, 84, österrikisk författare.
- 2 januari
  - Inger Christensen, 73, dansk författare.
  - Ingrid Gärde Widemar, 95, svensk politiker (fp) och advokat.
  - Maria de Jesus, 115, världens äldsta person.
- 3 januari – Pat Hingle, 85, amerikansk skådespelare
- 6 januari – Adolf Merckle, 74, tysk industriman, en av världens rikaste personer.
- 9 januari – Gunnar Nielsen, 89, svensk skådespelare.
- 10 januari – Coosje van Bruggen, 66, nederländsk konstnär och skulptör.
- 12 januari – Arne Næss, 96, norsk filosof, grundare av ekosofin.
- 13 januari – Folke Sundquist, 83, svensk skådespelare.
- 14 januari – Ricardo Montalbán, 88, amerikansk skådespelare.
- 15 januari – Jr Eric (Eric Alexandersson), 26, svensk reggaeartist.
- 17 januari
  - Anders Isaksson, 65, svensk journalist.
  - Anders Pontén, 74, svensk författare, journalist och skådespelare.
- 27 januari – John Updike, 76, amerikansk författare.
- 30 januari – Ingemar Johansson, 76, svensk tungviktsboxare.

### Februari
- 2 februari – Fredrik Kayser, 90, norsk motståndsman under andra världskriget.
- 6 februari – James Whitmore, 87, amerikansk skådespelare.
- 14 februari – Louie Bellson, 84, amerikansk storbandstrumslagare.
- 23 februari – Sverre Fehn, 84, norsk arkitekt.
- 24 februari – Cecilia Nettelbrandt, 86, svensk jurist och politiker.
- 25 februari – Philip José Farmer, 91, amerikansk författare.
- 26 februari
  - Ruth Drexel, 78, tysk skådespelare.
  - Wendy Richard, 65, brittisk skådespelare (bröstcancer).

### Mars

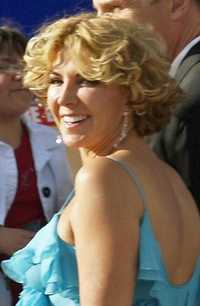
Natasha Richardson

- 2 mars – João Bernardo Vieira, 69, president Guinea-Bissau sedan 2005.
- 3 mars – Åke Lindman, 81, finlandssvensk skådespelare och regissör.
- 18 mars – Natasha Richardson, 45, engelsk skådespelare.
- 26 mars – Arne Bendiksen, 82, norsk sångare, låtskrivare och skivproducent.
- 28 mars – Janet Jagan, 88, guyansk politiker, Guyanas president 1997–1999.
- 29 mars – Andy Hallett, 33, amerikansk skådespelare.
- 31 mars
  - Raúl Alfonsín, 82, Argentinas president 1983–1989.
  - Jarl Alfredius, 66, svensk journalist och nyhetsankare.
  - Bengt Scherstén, 79, svensk professor i allmänmedicin.

### April
- 1 april – Arne Andersson, 91, svensk löpare, världsrekordinnehavare, bragdguldvinnare.
- 22 april – Ken Annakin, 94, brittisk Oscarsnominerad regissör.
- 25 april – Beatrice Arthur, 86, amerikansk skådespelare, känd från TV-serien Pantertanter.
- 27 april – Gugge Hedrenius, 70, svensk kompositör och jazzmusiker.

### Maj

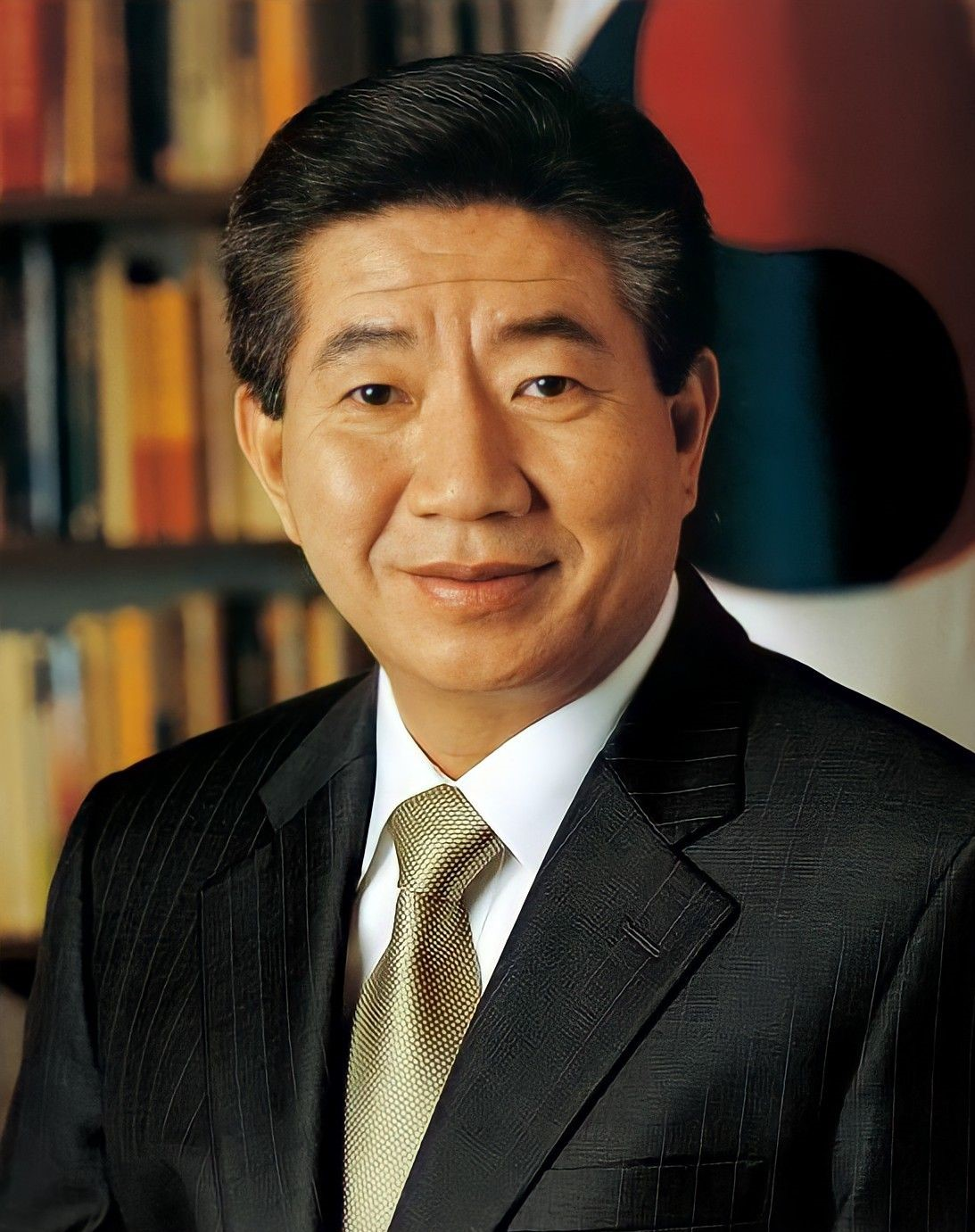
Roh Moo-hyun

- 4 maj – Dom DeLuise, 75, amerikansk skådespelare, känd från bland annat Cannonball Run.
- 8 maj – Sven-Eric Nilsson, 84, svenskt statsråd och ämbetsman.
- 9 maj – Sachan Dosova, 130, världens äldsta person (åldern är ännu inte verifierad av myndigheterna).
- 18 maj
  - Velupillai Prabhakaran, 54, lankesisk gerillaledare för Tamilska Eelams befrielsetigrar (Liberation Tigers of Tamil Eelam; LTTE).
  - Wayne Allwine, 62, amerikansk röstskådespelare som bland annat gjorde rösten åt Musse Pigg.
- 23 maj – Roh Moo-hyun, 62, Sydkoreas president mellan 2003 och 2008.
- 25 maj – Haakon Lie, 103, norsk politiker.
- 26 maj – Nils Erik Enkvist, 83, finländsk professor i lingvistik.
- 29 maj – Herner Larsson, 107, Sveriges äldste man.
- 30 maj – Luís Cabral, 78, president i Guinea-Bissau 1974-1980, landets förste president.
- 31 maj – Millvina Dean, 97, brittisk kvinna, den sista överlevande från Titanic.

### Juni

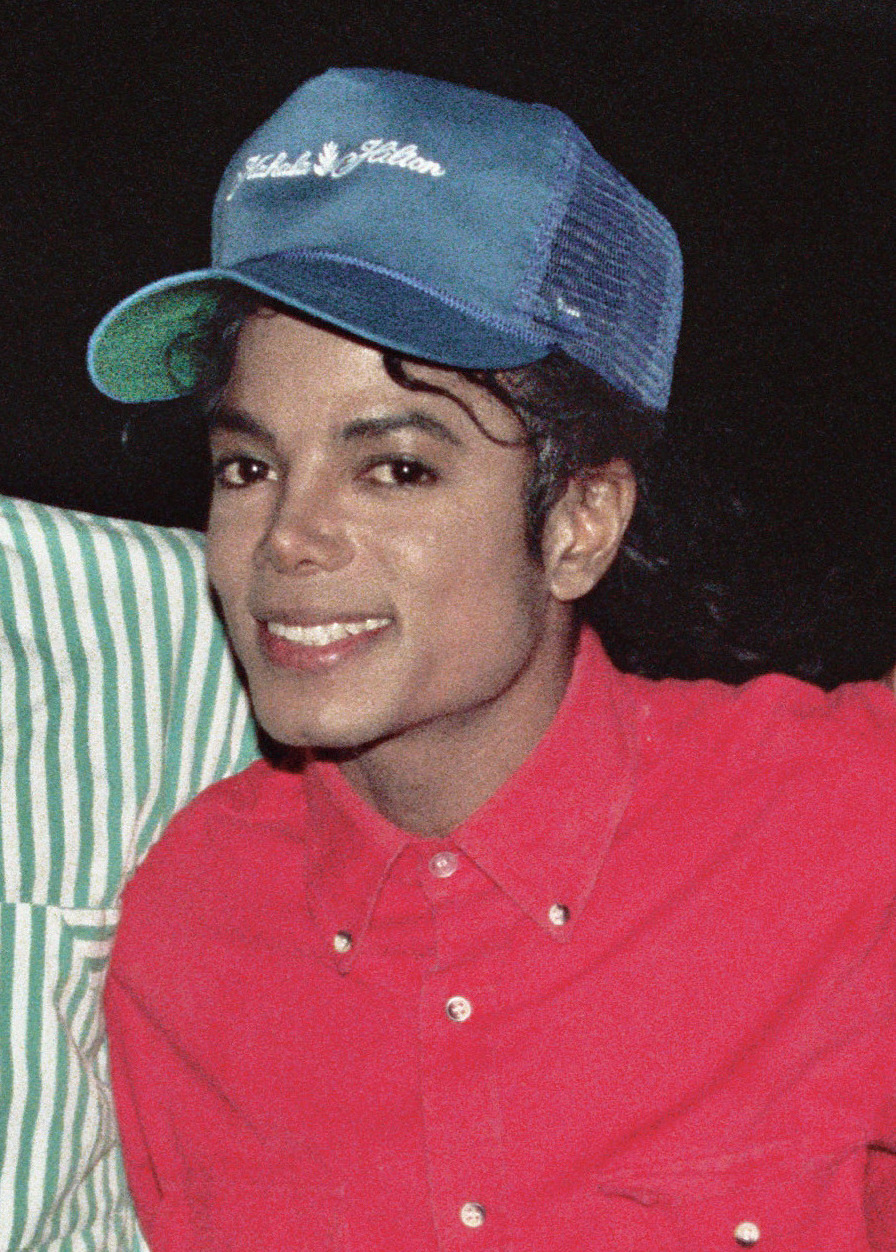
Michael Jackson

- 1 juni – Pedro Luís de Orléans e Bragança, 26, brasiliansk prins.
- 2 juni – David Eddings, 77, amerikansk författare.
- 3 juni
  - David Carradine, 72, amerikansk skådespelare, känd från bland annat Kill Bill: Volume 1 och Kill Bill: Volume 2.
  - Koko Taylor, 80, amerikansk sångare.
- 7 juni – Eric Holmqvist, 92, svensk politiker, försvarsminister 1973–1976.
- 8 juni – Omar Bongo Ondimba, 73, president i Gabon sedan 1967.
- 20 juni – Colin Bean, 83, brittisk skådespelare.
- 25 juni
  - Michael Jackson, 50, amerikansk sångare, dansare, låtskrivare, musikproducent och skådespelare.
  - Farrah Fawcett, 62, amerikansk skådespelerska och modell.
- 27 juni – Willy Kyrklund, 88, svensk författare.
- 29 juni – Eva Berggrén, 83, svensk författare.
- 30 juni – Jan Molander, 89, svensk skådespelare och regissör.

### Juli
- 1 juli

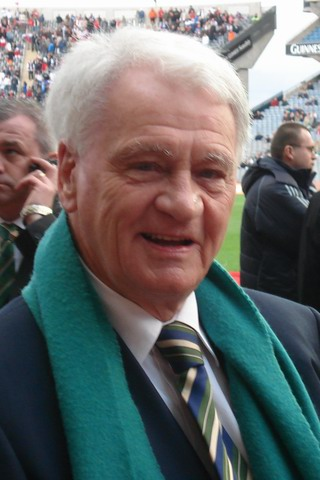
Bobby Robson

  - Alexis Argüello, 57, nicaraguansk boxare.
  - Karl Malden, 97, amerikansk skådespelare.
  - Mollie Sugden, 87, brittisk skådespelare.
- 6 juli – Robert McNamara, 93, amerikansk politiker, USA:s försvarsminister 1961-1968.
- 10 juli – Ebba Haslund, 91, norsk författare
- 15 juli – Natalja Estemirova, 44, rysk människorättsaktivist med fokus på Kaukasus.
- 17 juli – Walter Cronkite, 92, amerikansk nyhetspersonlighet.
- 19 juli – Frank McCourt, 78, amerikansk författare.
- 20 juli – Gösta Werner, 101, svensk regissör, filmforskare, kritiker och professor.
- 22 juli – Harry Goldstein, 59, svensk skådespelare och regissör.
- 31 juli – Bobby Robson, 76, brittisk fotbollsspelare och tränare.

### Augusti

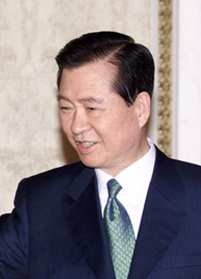
Kim Dae-jung

- 1 augusti – Corazon Aquino, 76, filippinsk politiker, Filippinernas president 1986–1992.
- 6 augusti
  - John Hughes, 59, amerikansk filmregissör.
  - Willy DeVille, 58, amerikansk sångare och låtskrivare.
- 8 augusti – Daniel Jarque, 26, spansk fotbollsspelare.
- 13 augusti – Les Paul, 94, amerikansk gitarrist och uppfinnare.
- 15 augusti – Håkan Florå, 47, alias Onkel Kånkel, svensk musiker.
- 18 augusti
  - Kim Dae-jung, 83, sydkoreansk politiker, Sydkoreas president 1998–2003.
  - Robert Novak, 78, amerikansk journalist.
- 22 augusti – Erkki Laine, 51, finländsk ishockeyspelare.
- 25 augusti – Ted Kennedy, 77, amerikansk politiker, senator sedan 1962.
- 26 augusti – Per Christensen, 75, norsk skådespelare
- 31 augusti – Torsten Lindberg, 92, svensk fotbollsmålvakt.

### September
- 11 september – Gertrude Baines, 115, världens äldsta person.
- 12 september – Norman Borlaug, 95, amerikansk agronom och nobelpristagare.
- 14 september
  - Patrick Swayze, 57, amerikansk skådespelare.
  - Keith Floyd, 65, brittisk kock och tv-profil.
- 18 september – Irving Kristol, 89, amerikansk politisk författare och professor.
- 20 september – Bertil Gärtner, 84, svensk präst, biskop i Göteborgs stift 1970–1991.
- 21 september – Doris Håvik, 84, svensk socialdemokratisk riksdagspolitiker.
- 24 september – Susan Atkins, 61, amerikansk mördare, medlem av Mansonfamiljen.
- 28 september – Ulf Larsson, 53, svensk skådespelare och programledare.
- 29 september – Henry Bellmon, 88, amerikansk republikansk politiker, före detta senator och guvernör.
- 30 september – Robert S. Baker, 92, brittisk film- och tv-producent.

### Oktober
- 7 oktober – Irving Penn, 92, amerikansk fotograf.
- 10 oktober
  - Stephen Gately, 33, irländsk popartist, bland annat medlem i pojkbandet Boyzone.
  - Hugo Hegeland, 87, svensk politiker.
- 12 oktober – Frank Vandenbroucke, 34, belgisk cyklist.
- 14 oktober – Lou Albano, 76, amerikansk fribrottare och skådespelare.
- 16 oktober – Clifford Hansen, 97, amerikansk före detta senator och guvernör.
- 19 oktober – Joseph Wiseman, 91, kanadensisk skådespelare, bland annat känd för sin roll som den allra första Bondskurken Dr. No.
- 20 oktober
  - Jef Nys, 82, belgisk serieskapare och tecknare.
  - Jurij Rjazanov, 22, rysk gymnast.
- 29 oktober – Jürgen Rieger, 63, tysk nynazist och advokat, bland annat verksam i Sverige.
- 31 oktober – Qian Xuesen, 97, kinesisk rymdforskare.

### November
- 3 november – Erik Sædén, 85, svensk operasångare.
- 4 november – Hubertus Brandenburg, 85, biskop i Stockholms katolska stift 1977–1998.
- 8 november – Vitalij L. Ginzburg, 93, rysk fysiker och nobelpristagare.
- 10 november
  - John Allen Muhammad, 48, amerikansk seriemördare (avrättad).
  - Robert Enke, 32, tysk fotbollsmålvakt.
- 13 november – Bruce King, 85, amerikansk demokratisk politiker, före detta guvernör för staten New Mexico.
- 20 november
  - Elisabeth Söderström, 82, svensk operasångerska.
  - Lino Lacedelli, 83, italiensk bergsbestigare.
- 24 november – Samak Sundaravej, 74, Thailands premiärminister under en period 2008.
- 30 november – Milorad Pavić, 80, serbisk författare och poet.

### December
- 2 december – Eric Woolfson, 64, skotsk låtskrivare.
- 8 december – Håkan Wickberg, 66, svensk ishockeyspelare.
- 9 december – Emil Kramer, 30, svensk speedwayförare.
- 10 december – József Kóczián, 83, ungersk bordtennisspelare.
- 13 december – Paul Samuelson, 94, amerikansk ekonom, mottagare av Sveriges Riksbanks pris i ekonomisk vetenskap 1970.
- 15 december – Oral Roberts, 91, amerikansk tv-predikant.
- 16 december
  - Jegor Gajdar, 53, rysk politiker, rysk premiärminister.
  - Roy E. Disney, 79, amerikansk företagsledare, brorson till Walt Disney.
- 17 december – Jennifer Jones, 90, amerikansk skådespelerska.
- 19 december
  - Kim Peek, 58, berömd amerikansk man med Savantsyndrom.
  - Hossein-Ali Montazeri, 87, iransk storayatollah.
- 20 december – Brittany Murphy, 32, amerikansk skådespelerska.
- 21 december – Harry Järv, 88, finländsk krigsveteran, författare, redaktör, bibliotekarie och översättare
- 23 december – Ngabö Ngawang Jigme, 99, tibetansk politiker.
- 28 december – James "The Rev" Sullivan, 28, amerikansk musiker.
- 29 december – Akmal Shaikh, 53, brittisk drogsmugglare (avrättad).
- 31 december – Rickard Fagerlund, 72, svensk ishockeyspelare och idrottsledare.

## Priser och utmärkelser

### Nobelpriser[19]
- Fysiologi eller medicin – Elizabeth Blackburn, Carol Greider, Jack Szostak[20]
- Fysik – Charles K. Kao, Willard S. Boyle, George E. Smith[21]
- Kemi – Venkatraman Ramakrishnan, Thomas Steitz, Ada Yonath.
- Litteratur – Herta Müller
- Fred – Barack Obama
- Sveriges Riksbanks pris i ekonomisk vetenskap – Elinor Ostrom, Oliver Williamson.

### Fotnoter
1. ↑  ”"Upptäck Universum" - Internationella astronomiåret 2009”. http://www.astronomi2009.se/om. Läst 12 juli 2009.
2. ↑  ”About the Year” (på engelska). Arkiverad från originalet den 8 juni 2009. https://web.archive.org/web/20090608073004/http://www.naturalfibres2009.org/en/iynf/background.html. Läst 12 juli 2009.
3. ↑  ”Invigning av Naturens år 2009”. Arkiverad från originalet den 9 april 2009. https://web.archive.org/web/20090409120601/http://www.naturensar.se/sv/Press/Pressmeddelanden/Invigning-av-Naturens-ar-2009/. Läst 12 juli 2009.
4. ↑  Slovak euro exchange rate is set
5. ↑  ”Euron blir gångbar valuta i Höganäs”. Helsingborgs dagblad. 5 augusti 2008. Arkiverad från originalet den 18 september 2008. https://web.archive.org/web/20080918225204/http://hd.se/hoganas/2008/09/05/euron-blir-gaangbar-valuta-i/. Läst 6 augusti 2008.
6. ↑  ”Storseger för Obama”. http://www.dn.se/DNet/jsp/polopoly.jsp?d=3166&a=847990. Läst 5 november 2008.
7. ↑  Statsministeren går formelt av (Statsministerens kontor (Island)  26. januar 2009
8. ↑  Islands koalisjonsregjering går av (Islands utenriksdepartementet 26 januari 2009
9. ↑  Övriga kyrkor på helsinginkirkot.fi Arkiverad 8 december 2015 hämtat från the Wayback Machine.
10. ↑  ”Living in Peru”. 30 mars 2009. http://www.livinginperu.com/news/8597. Läst 19 mars 2011.
11. ↑  ”BBC: Italian rescuers work into night”. BBC News. 7 april 2009. http://news.bbc.co.uk/2/hi/europe/7986727.stm. Läst 23 augusti 2010.
12. ↑  Sveriges Television 16 juni 2009 - Värnplikten avskaffas Arkiverad 7 oktober 2012 hämtat från the Wayback Machine.
13. ↑  Sveriges Television 16 juni 2009 - Allmänna värnplikten skrotas Arkiverad 26 april 2011 hämtat från the Wayback Machine.
14. ↑  World Statesmen
15. ↑  ”Två döda i skottdrama i Tel Aviv”. Sveriges Radio. 1 augusti 2009. http://sverigesradio.se/sida/artikel.aspx?programid=83&artikel=3005270. Läst 18 augusti 2009.
16. ↑  ”National Domestic Workers' Day” (på engelska). Rel-Uita. 19 augusti 2009. Arkiverad från originalet den 27 oktober 2020. https://web.archive.org/web/20201027204934/http://www6.rel-uita.org/sindicatos/con_crisitna_otero-eng.htm. Läst 18 september 2012.
17. ↑  ”Dödssiffran stiger i Turkiet”. YLE. 9 september 2009. https://yle.fi/a/7-342207. Läst 10 september 2009.
18. ↑  Les familles des victimes du massacre de Maguindanao attendent toujours que justice soit faite Arkiverad 11 mars 2016 hämtat från the Wayback Machine., Reportrar utan gränser, 23 november 2011, uppdaterat 25 november 2011, läst 11 mars 2016
19. ↑  ”Nobelpriset”. https://www.nobelprize.org/prizes/lists/all-nobel-prizes/. Läst 10 april 2011.
20. ↑  Nobelpriset i medicin för enzymupptäckt DN.se Läst 5 oktober 2009
21. ↑  Fysikpris för att ha gynnat it-samhället DN.se Läst 6 oktober 2009